# All Samples Cleared!
Albums de Biz Markie
I Need a Haircut
(1991) Biz's Baddest Beats
(1994)
Singles
1. Let Me Turn You On
Sortie : 1993
2. Young Girl Bluez
Sortie : 1993

All Samples Cleared! est le quatrième album studio de Biz Markie, sorti le 2 juin 1993.
L'album s'est classé 43e au Top R&B/Hip-Hop Albums.
Le titre de l'album fait référence au procès intenté par Gilbert O'Sullivan à l'encontre de Biz Markie car ce dernier avait utilisé, sans autorisation, un sample d'Alone Again sur son album précédent, I Need a Haircut. Cette affaire eut une retentissement important dans l'industrie du hip-hop en imposant qu'à l'avenir tout « prélèvement » de musique devait être approuvé au préalable par les détenteurs du copyright d'origine afin d'éviter tout procès.

## Liste des titres
| No  | Titre                      | Contient un (des) sample(s) de                                           | Durée |
| --- | -------------------------- | ------------------------------------------------------------------------ | ----- |
| 1.  | I'm the Biz Markie         |                                                                          | 4:08  |
| 2.  | I'm a Ugly Nigga (So What) |                                                                          | 4:57  |
| 3.  | Young Girl Bluez           | La Di Da Di de Doug E. Fresh et Slick Rick                               | 4:08  |
| 4.  | Family Tree                | Super Good de Vicki Anderson                                             | 2:18  |
| 5.  | Let Me Turn You On         | Ain't No Stopping Us Now (Special Disco Version) de McFadden & Whitehead | 5:34  |
| 6.  | The Gator (Dance)          |                                                                          | 4:03  |
| 7.  | Groovin'                   |                                                                          | 5:18  |
| 8.  | I'm Singin'                |                                                                          | 5:12  |
| 9.  | Hooker Got a Boyfriend     |                                                                          | 4:47  |
| 10. | Bad by Myself              |                                                                          | 5:07  |
| 11. | Funk Is Back               | Get Out of My Life de Joe Williams featuring The Jazz Orchestra          | 3:43  |
| 12. | Thanks                     |                                                                          | 5:21  |